# Aliens!
Aliens! es una antología temática de obras breves de ciencia ficción editada por los escritores estadounidenses Gardner Dozois y Jack Dann, la primera de una serie de antologías temáticas. Pocket Books lo publicó por primera vez en edición de bolsillo en abril de 1980. Los volúmenes posteriores de la serie fueron publicados por Ace Books.

## Resumen
El libro recopila catorce novelas cortas, novelas cortas y cuentos de varios autores de ciencia ficción, incluidas cuatro historias de Draco Tavern de Larry Niven, con un prólogo general e introducciones individuales a cada pieza por parte de los editores, junto con una bibliografía de lecturas adicionales.

## Historial de publicación
- Pocket Books (1980): ISBN 0-671-83155-0